# Carmine Coppola
Carmine Coppola (* 11. Juni 1910 in New York; † 26. April 1991 in Northridge, Kalifornien) war ein mehrfach ausgezeichneter US-amerikanischer Musiker und Komponist von Filmmusik.
Gemeinsam mit seiner Frau, Italia Coppola, hatte er drei Kinder, die alle im Bereich der Filmproduktion tätig wurden; August Coppola (1934–2009), Francis Ford Coppola (* 1939) und Talia Shire (* 1946).
Darüber hinaus hat es eine Reihe seiner Enkelkinder im Filmbereich zu großer Bekanntheit gebracht, darunter; Gian-Carlo Coppola (1963–1982), Nicolas Cage  (* 1964), Roman Coppola (* 1965), Sofia Coppola, sowie Jason (* 1980) und Robert Schwartzman (* 1982).

## Leben
Carmine Coppola wurde als der ältere Sohn des italienischen Einwanderers Agostino Coppola und seiner Ehefrau Marie in New York geboren. Er wuchs mit seinem sieben Jahre jüngerer Bruder Anton Coppola auf, der später ebenfalls als Komponist tätig wurde.
Coppola studierte Musik an der Juilliard School of Music und der Manhattan School of Music. Er begann 1934 seine Karriere als Flötist im Orchester der Radio City Music Hall.
Unter anderem spielte unter der Leitung von Arturo Toscanini für das NBC Symphony Orchestra und Winston Sharples und war unter Winston Sharples für Famous Studios (Teil der Paramount Pictures) an der Vertonung animierter Cartoons beteiligt. Zusätzlich arbeitete er als Arrangeur diverser Broadway-Shows.
Seit Beginn der 1960er Jahre versuchte sich Carmine Coppola auch als Filmkomponist, erfolgreich wurde er aber erst durch seinen Sohn Francis Ford Coppola, der ihn (und Nino Rota) für sein Mafia-Epos Der Pate mit der Komposition beauftragte. Sowohl in Der Pate, als auch in beiden Fortsetzungen ist Carmine Coppola zudem in Statistenrollen als Klavierspieler oder Dirigent zu sehen.
Als Komponist für Filmmusik arbeitete er überwiegend für seinen Sohn Francis Ford und war an der Musik für alle Teile des Paten, sowie Apocalypse Now, Die Outsider und Der steinerne Garten und Der Pate III beteiligt. Zu den bekanntesten Arbeiten, die in Zusammenarbeit mit anderen Regisseuren entstanden, zählen seine Filmmusiken für den Abenteuerfilm Der schwarze Hengst und den Western Blood Red – Stirb für dein Land.
1981 schuf er für die rekonstruierte Fassung von Abel Gances Stummfilm-Epos Napoléon (1927) eine dreieinhalbstündige Filmmusik. Anfang der 1980er Jahre wurde diese auch Symphonieorchestern aufgeführt, unter anderem im Shrine Auditorium.
Carmine Coppola starb, 1991, im Alter von 80 Jahren, an einem Herzinfarkt in Northridge und wurde in den Hollywood Hills, im Forest Lawn Memorial Park beigesetzt.

## Auszeichnungen
- 1975: Oscar in der Kategorie „Oscar/Beste Filmmusik“, für die Filmmusik von Der Pate – Teil II, gemeinsam mit Nino Rota.[5]
- 1980: Golden Globe Award: Beste Filmmusik für Apocalypse Now, (gemeinsam mit Francis Ford Coppola)[4]

## Filmografie (Auswahl)
- 1972: Der Pate (The Godfather; Komposition kleinerer Anteile der Filmmusik)
- 1974: Der Pate – Teil II (The Godfather Part II; Komposition kleinerer Anteile der Filmmusik)
- 1979: Apocalypse Now
- 1979: Der schwarze Hengst (The Black Stallion)
- 1983: Die Outsider (The Outsiders)
- 1987: Der steinerne Garten (Gardens of Stone)
- 1989: New Yorker Geschichten (New York Stories)
- 1989: Blood Red – Stirb für dein Land (Blood Red)
- 1990: Der Pate III (The Godfather Part III)